# Mamillocylichna
Mamillocylichna is een geslacht van weekdieren uit de klasse van de Gastropoda (slakken).

## Soorten
- Mamillocylichna abyssicola Bouchet, 1975
- Mamillocylichna richardi (Dautzenberg, 1889)